# Antonianer
Die Antonianer waren eine religiöse Gruppierung um den Schweizer Wunderdoktor Anton Unternährer (1759–1824). Die Gruppe hatte selbst in ihren Hochzeiten nie mehr als einige hundert Mitglieder und stand aufgrund der Lehren Unternährers mit der Obrigkeit und den Kirchen im Konflikt. In der Gesellschaft wurde sie auf Grund ihres vermeintlich unmoralischen Lebenswandels gemieden, dazu gehörte unter anderem die Güter- und Frauengemeinschaft sowie das ständige Tragen von Waffen.